# 葉慶忠
叶庆忠，M.B.E.，B.B.S.，J.P.（1924年2月29日—2016年10月24日）祖籍广东省汕头市濠江区,香港企業家,他是香港望族葉正平家族的成員。

## 家庭
兒子葉志光為广東省政协委員丶香港精綿發展有限公司現任主席丶香港太平紳士

## 生平
葉氏創立香港精綿發展有限公司任主席，以不同子公司進行实业投資丶包括投資工業丶以及和港企佳宁娜丶麗新集團合作投資地產丶飲食生意丶曾任佳宁娜若干附屬企業董事 並參與中國香港丶中國大陸的公益活動，獲得太平紳士丶M.B.E.丶B.B.S.，並曾任廣東省第五、六、七屆政協委員，香港特別行政區第一屆政府推選委員會委員丶
香港特別行政區第二屆政府推選委員會委員，仁愛堂總理丶東華三院總理等一系列的公職

## 歷任職銜
- 香港精綿發展有限公司主席
- 正辉发展有限公司董事长
- 广州宏辉房地产开发有限公司主席
- 香港慈雲閣董事會副主席
- 佳寧娜飲食集團副主席
- 佳寧娜控股 前稱達成集團非执行董事
- 銀河娛樂前稱嘉華建材非执行董事

## 歷任公職
- 广东省政协第五、六、七届委员会委员
- 汕头经济特区顾问
- 太平绅士
- 仁愛堂總理聯誼會主席
- 博愛醫院總理
- 香港中华厂商联合会副会长
- 香港潮州商会永远名誉会长以及會董會成員[5]
- 香港潮陽同鄉會副會長
- 港九潮州公會中學校董
- 香港特別行政區第一屆政府推選委員會委員
- 香港特別行政區第二屆政府推選委員會委員
- 新界鄉議局第三十三屆當然執行委員
- 東華三院癸丑年總理
- 香港特別行政區第九届全国人大代表選舉會議成員
- 香港特別行政區第十二届全国人大代表選舉會議成員
- 深圳市侨商国际联合会名誉会长
- 全国工商联执行委员

## 荣誉
- 英女皇榮譽獎章(1982年)
- 太平紳士（1986年）
- MBE勳銜(1992年)
- 汕头市荣誉市民（1999年）
- 广州市荣誉市民（2000年）
- 揭阳市荣誉市民
- 惠州市荣誉市民
- 汕尾市荣誉市民（2003年）
- 銅紫荊星章（2002年）

## 曾任董事的上市及非上市公司
- 銀河娛樂前稱嘉華建材
- 佳寧娜飲食集團
- 佳寧娜控股 前稱达成集團